# Евфант Олинфский
Евфант Олинфский (греч. Εὔφαντος; около 320 г. до н. э.) — философ мегарской школы, историограф и трагический поэт.

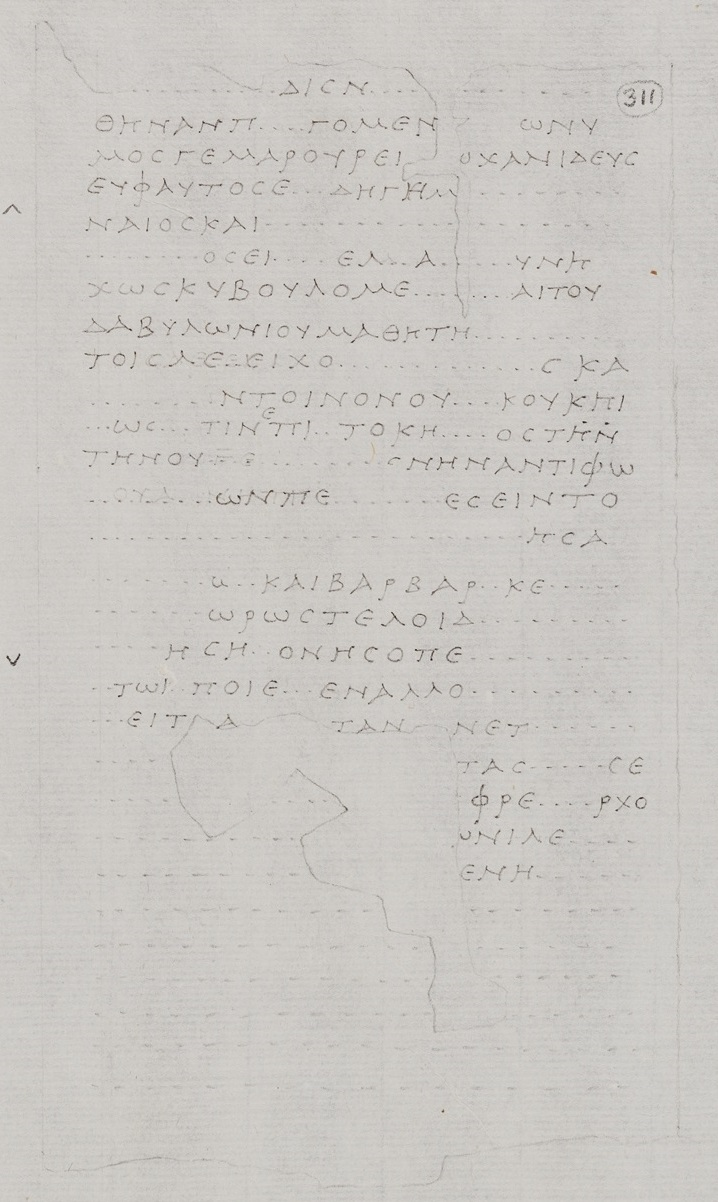
Отрывок из трактата «О стоиках» Филодема, в котором упоминается Евфант Олинфский. Папирус Геркуланума 339

Ученик Эвбулида из Милета, с которым тесно общался и наставник царя Македонии Антигона II Гоната.
Упоминания о Евфанте в античной литературе немногочисленны, всего шесть, по данным одного современного исследователя, из них три в труде «О жизни, учениях и изречениях знаменитых философов» Диогена Лаэртского. Основное свидетельство Евфанта содержится в абзаце, посвящённом Евклиду Мегарскому и его последователям:

К школе Эвбулида принадлежал и Евфант Олинфийский, написавший историю своего времени. Он также был поэтом и написал несколько трагедий, благодаря которым получил большую известность на фестивалях. Он был учителем царя Антигона и посвятил ему сочинение «О царствовании», которое пользовалось большой популярностью. Умер старым.
Оригинальный текст (др.-греч.)Εὐβουλίδου δὲ καὶ Εὔφαντος γέγονε <γνώριμος> ὁ Ὀλύνθιος, ἱστορίας γεγραφὼς τὰς κατὰ τοὺς χρωνος τοὺς ἑαυτοῦ. Ἐποίησε δὲ καὶ τραγῳδίας πλείους, ἐν αἷς εὐδοκίμει κατὰ τοὺς ἀγῶνας γέγονε δὲ καὶ Ἀντιγόνου τοῦ βασιλέως διδάσκαλος, πρὶς ὃν καὶ λόγον γέγραφε Περὶ βασιλείας εὐδοκιμοῦντα. Τὸν βίον δὲ γήρᾳ κατέστρεπεσεν.

Автор многих трагедий для царя Антигона, которые были хорошо приняты на играх. Также написал ценные рассуждения «О царской власти» (греч. Περὶ Βασιλείας), адресованные Антигону II Гонату, и «Историю» своего времени до нас не дошедшие. Дожил до преклонного возраста.
Афиней ссылается на Евфанта, рассказывающего подробности о Птолемее III Эвергете царе Египта, который правил намного позже. Несоответствие объяснялось по-разному, предполагая существование египетского Евфанта или заменяя «III» на «I».